# Naturgeschichte
Naturgeschichte, genannt auch Naturkunde und Naturlehre sowie Naturforschung, ist eine historische Sammelbezeichnung für Wissensgebiete, die gewöhnlich mehreren verschiedenartigen Wissenschaften, überwiegend Naturwissenschaften, zugeordnet werden. Dazu zählen die Erforschung der Lebewesen (Biologie, darunter Botanik und Zoologie) sowie Mineralogie, Paläontologie, Ökologie und zum Teil auch Archäologie, Geologie mit Petrologie, Astronomie, Physik und Meteorologie. Erforscher dieser Wissensgebiete werden als Naturforscher bezeichnet.

## Naturgeschichte im 18. und 19. Jahrhundert

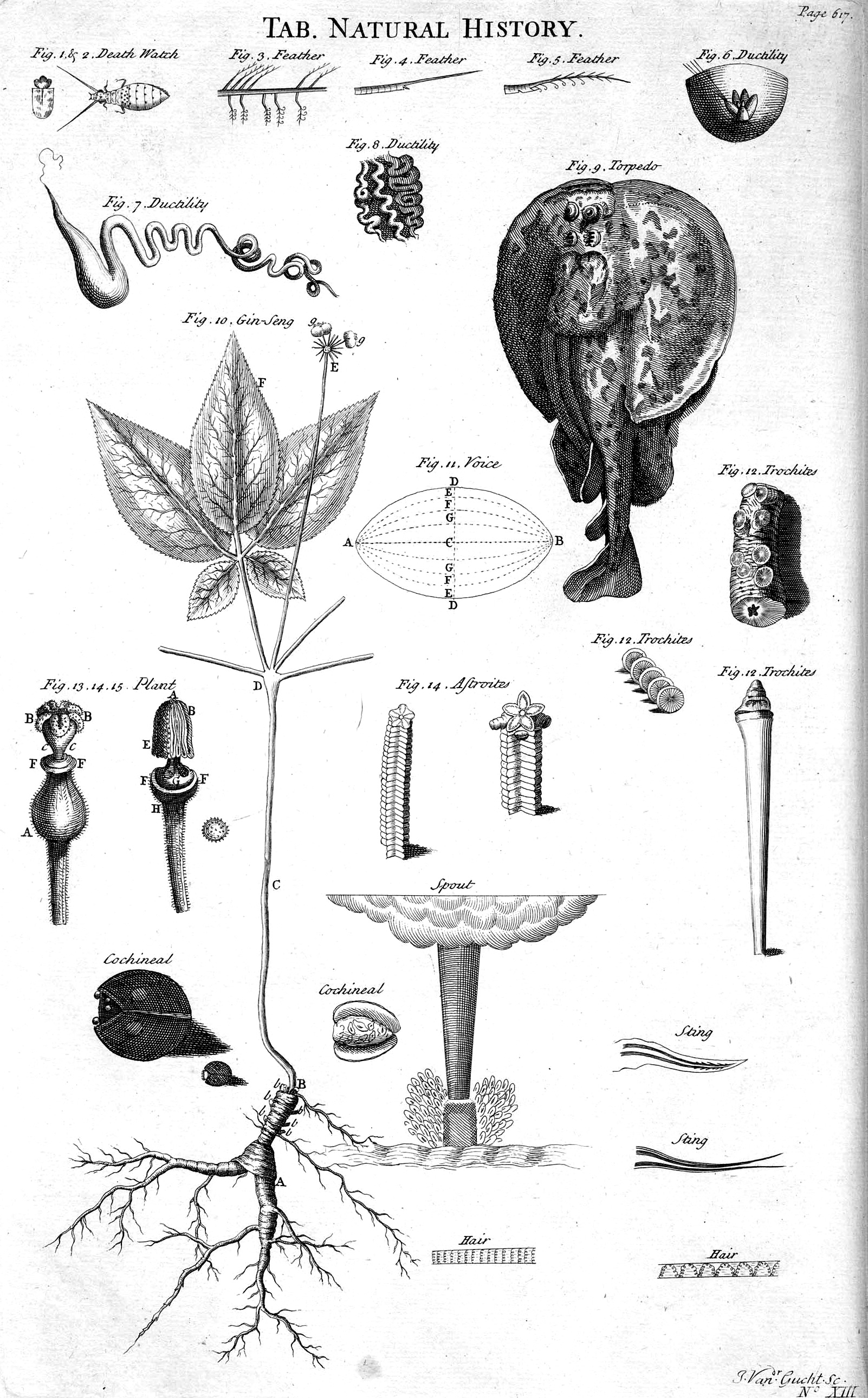
Tables of natural history aus der 1728 erschienenen Cyclopaedia, or an Universal Dictionary of Arts and Sciences

Allgemein galt ein sich mit Naturgeschichte beschäftigender Mensch als Naturforscher, Naturkundler oder Naturalist. Naturforscher im allgemeinen Sinne gab es jedoch schon in der Antike und im Mittelalter. Die „Naturkunde“ war in der Neuzeit im Wesentlichen eine dilettantische Laien-Beschäftigung, wie sie etwa Goethe ausübte, und nicht ein Beruf.
Im 18. Jahrhundert und weit ins 19. Jahrhundert hinein wurde der Begriff Naturgeschichte verwendet, um alle wissenschaftlichen Studien, im Gegensatz zur politischen oder kirchlichen Geschichte, zu bezeichnen. Diese umfassende Bezeichnung wird auch heute noch für einige Museen und Gesellschaften verwendet. Traditionell wurde die vorwiegend beschreibende Naturgeschichte der mehr erklärenden Naturphilosophie entgegengestellt.
Charakteristika der Naturgeschichte sind:
- Die Vorstellung einer „Kette der Wesen“:[3] Gott hat die größtmögliche Anzahl verschiedenartiger Dinge erschaffen. Diese bilden (insbesondere hinsichtlich ihrer Morphologie) eine kontinuierliche Abfolge, sodass sich zwischen allen distinkten Wesen Mittelglieder finden lassen.
- „Die Naturgeschichte verfügt über keinen temporalisierten Begriff der Entwicklung.“[4] Sofern von „Entwicklung“ die Rede ist, meint man entweder im Sinne des lateinischen evolvere wörtlich die Aus-/Ent-wicklung oder Ent-faltung bereits bestehender Strukturen oder die Realisierung vorherbestimmter Möglichkeiten, nicht aber die Entstehung von unvorhersehbarem Neuem (wie in der modernen, darwinistischen Evolutionsbiologie).

Bekannte Naturkundemuseen sind das Natural History Museum in London, das Museum für Naturkunde in Berlin, das Naturhistorische Museum in Wien und das Muséum national d’histoire naturelle in Paris.

## Historische Literatur
- Albrecht von Haller: Onomatologia medica completa […] oder Vollständiges Lexicon […] der Naturgeschichte. Frankfurt am Main 1758.
- Lorenz Oken: Ueber den Werth der Naturgeschichte, besonders für die Bildung der Deutschen. (Akademische Rede) Friedrich Frommann, Jena 1809. (online).